# Rhinoplocephalus bicolor
Rhinoplocephalus bicolor är en ormart som beskrevs av Müller 1885. Rhinoplocephalus bicolor ingår i släktet Rhinoplocephalus och familjen giftsnokar och underfamiljen havsormar. Inga underarter finns listade i Catalogue of Life.
Denna orm förekommer i södra och sydvästra delen av delstaten Western Australia i Australien. Habitatet varierar mellan sanddyner, hed, buskskogar och öppna skogar. Individerna gömmer sig ofta i myrstackar. Födan utgörs av ödlor och groddjur. Honor lägger oftast tre ägg per tillfälle men fem ägg kan förekomma. Arten har liksom andra giftsnokar ett giftigt bett.
Beståndet hotas regionalt av landskapsförändringar. Hela populationen anses vara stabil. IUCN kategoriserar arten globalt som livskraftig.